# Гавейн (кратер)
Гавейн (лат. Gawain) — кратер диаметром 27 км на спутнике Сатурна Мимасе. Назван в честь Гавейна — одного из рыцарей Круглого стола. Название утверждено Международным астрономическим союзом в 1982 году.
На юге граничит с цепочкой кратеров, известной как цепочка Тинтагиль (лат. Tintagil Catena).